# Fickó (családnév)
A Fickó vagy Ficzkó, Fitzkó egy családnév. Bár a közvélemény gyakran a magyar nyelv fickó szavával azonosítja, amely a fiú szó fi tövéből lett kicsinyítő -c (-cs) és -kó képzők hozzáadásával, azonban külföldi tanulmányok szerint egy szláv férfinévből származhat, amely a Felicián változata lehet, s rokonságban lehet a Fico vezetéknévvel is.[forrás?]

## Gyakorisága
Előfordul Észak-Magyarországon, Szlovákiában, Szlovéniában rendkívül gyakori a Muravidéken, szórványban található még Horvátországban is.[forrás?]

## Híres viselői
- Ficzkó József író